# Томислав Јовановић (филолог)
Томислав Јовановић (Београд, 28. октобар 1949) српски је филолог. Бави се проучавањем средњовековне књижевности и рукописног наслеђа.

## Биографија
Основне студије (Група за српскохрватски језик и југословенску књижевност, 1973) завршио је на Филолошком факултету Универзитета у Београду, на коме завршава и постдипломске студије (књижевноисторијски смер, 1977) одбранивши магистарски рад Текстолошка и стилска анализа књижевних дела о светом кнезу Стефану Штиљановићу. Године 1991. одбранио је докторску дисертацију Књижевно дело патријарха Пајсија.
На Филолошком факултету запослен је од 1978. године и држи наставу српске средњовековне књижевности. Као хонорарни професор наставу је држао и на Филозофском факултету у Бањалуци (1992—1994) и на Филолошко-уметничком факултету у Крагујевцу (1996—2009), а као гостујући професор на универзитетима у Бечу, Урбину, Будимпешти и Нишу. 
За допринос проучавању српске књижевности 2007. год. је добио награду Александар Арнаутовић. Орденом Кантакузина Бранковић Загребачко-љубљанске епархије одликован је 2010. год.